# Mostuéjouls
 Mostuéjouls  (en occitano Mostuèjols) es una población y comuna francesa, situada en la región de Mediodía-Pirineos, departamento de Aveyron, en el distrito de Millau y cantón de Peyreleau.

## Demografía
| 318 | 260 | 217 | 232 | 249 | 264 |
| Para los censos de 1962 a 1999 la población legal corresponde a la población sin duplicidades (Fuente: INSEE [Consultar]) |     |     |     |     |     |